# 에드거 F. 코드
에드거 프랭크 "테드" 코드(영어: Edgar Frank "Ted" Codd, 1923년 8월 23일 ~ 2003년 4월 18일)는 관계형 데이터베이스 이론에 중요한 공헌을 한 영국의 컴퓨터 과학자이다. 그는 IBM에서 일하는 동안 데이터베이스 관리를 위한 관계형 모델을 만들었다. 관계형 모델은 데이터 관리에서 매우 중요한 일반적 이론으로, 그가 컴퓨터 과학 분야에서 이룬 공헌들 중 가장 주목할 만한 업적이다.

## 생애
에드거 프랭크 코드는 잉글랜드에 있는 포틀랜드섬에서 태어났다. 풀 그래머 학교(Poole Grammar School)를 졸업한 후 제2차 세계 대전 전까지 옥스퍼드 대학교의 엑스터 칼리지에서 수학과 화학을 공부했다. 제2차 세계 대전 중에는 영국 공군의 조종사로 복무하였다. 1948년 IBM에서 수학 프로그래머로 근무하기 위해 뉴욕으로 갔다. 1953년 조지프 매카시 상원의원에 분노해 캐나다 오타와로 갔다. 10년 후 미국으로 돌아왔고, 미시간주 앤아버(Ann Arbor)에 있는 미시간 대학교에서 1965년 컴퓨터 과학 분야에 대한 박사 학위를 받았다. 2년 후 IBM의 얼메이든 연구 센터(Almaden Research Center)에서 일하기 위해 캘리포니아주 새너제이로 이동했다.
1960년대와 1970년대 동안 그는 데이터 정렬(data arrangement)에 관한 자신의 이론을 연구하였고, 1970년에 이를 〈대규모 공유 데이터뱅크를 위한 데이터 관계형 모델〉이라는 논문으로 발표하였다. 이 논문은 IBM 내부에 먼저 발표된 후 일 년 뒤에 외부로 발표된 것이었는데, 그를 더욱 낙심시킨 것은 경쟁사가 논문 관련 내용을 구현하려고 시작할 때까지 IBM이 그의 제안을 활용하는 것을 늦췄다는 것이 드러났기 때문이다.
초기에 IBM은 IMS/DB의 수익을 보호하기 위해 관계형 모델의 구현을 거부하였다. 그래서 코드는 IBM의 고객들에게 자신의 모델 구현이 갖는 잠재력을 보여준 후, 고객들이 IBM을 압박하게 하였다. 이 때문에 IBM은 자신의 미래 시스템 프로젝트의 하위 프로젝트인 시스템 R에 관련 내용을 포함하게 되었다. 그러나 IBM은 코드의 아이디어에 전혀 능숙하지 않은 개발자들에게 개발을 맡겼고, 그 팀을 코드로부터 격리시켰다. 그 결과 그들은 코드의 알파 언어를 사용하지 못하였으며, 대신 SEQUEL이라는 비관계형 언어를 새로 만들게 되었다. 그렇지만 SEQUEL은 SQL/DS 보다 먼저 시장에 선보였던 래리 앨리슨의 오라클 DBMS보다 훨씬 뛰어났다. 래리 앨리슨은 협회에 미리 발표된 논문을 기반으로 관계형 모델 이전의 방식을 사용하여 구현했었다. 당시 SEQUEL이라는 이름에는 소유권이 있었기 때문에, 이름을 SQL로 바꾸었다.
코드는 자신의 관계형 모델을 개발하고 확장시키기를 계속하였는데, 간혹 크리스토퍼 데이트(Christopher Date)와 협력 작업을 하였다. 데이터베이스 정규형의 하나인 보이스-코드 정규형(Boyce-Codd normal form)은 코드의 이름에서 유래된 것이다. 1980년대초 관계형 모델이 유행하기 시작할 무렵, 코드는 데이터베이스 벤더들이 기존 기술에 단지 관계형이라는 겉치장만 덧붙여 자신의 용어를 잘못 사용하는 것을 막기 위해 때때로 가혹한 캠페인을 벌였다. 이 캠페인의 일부로서, 그는 관계형 데이터베이스를 구성하는 것들이 무엇인지를 정의하는 12가지 규칙을 발표하였다. 그의 캠페인은 SQL로까지 확대되었는데, 그는 SQL을 자신의 이론을 잘못 구현한 것으로 여겼다. 이 사실은 IBM에서의 그의 위치를 어렵게 하였다. 그래서 그는 자신의 컨설팅 회사를 설립하기 위해, 크리스토퍼 데이트와 일행들을 데리고 회사를 나왔다.
에드커 코드는 OLAP이라는 용어를 만들고, 온라인 분석 처리의 12법칙을 작성하였다. 이 법칙은 소프트웨어 벤더들의 지원 하에 만들어졌지만, 채택되지는 않았다. 그는 또한 자신의 관계형 모델을 확장하였는데, 이는 RM/T에서의 데이터베이스 설계 관련 문제들을 위한 것이었다. 코드는 또한 세포 자동자(Cellular automaton) 분야에도 공헌하였다.
코드는 1981년에 튜링상을 수상하였고, 1994년에는 계산기 학회의 특별 회원(fellow)으로 임명되었다. 에드거 코드는 2003년 4월 18일 금요일에 플로리다주 윌리엄스 섬(Williams Island)에 있는 그의 자택에서 79세의 나이로 심장기능상실로 사망하였다.
2004년 SIGMOD는 에드거 코드를 기려 최고상인 SIGMOD 혁신상(Innovations Award)에 그의 이름을 붙였다.

## 같이 보기
- 코드의 12 규칙
- 데이터베이스 정규화

## 참고 자료
- Codd, E.F. (1970). A Relational Model of Data for Large Shared Data Banks. Communications of the ACM 13 (6): 377–387
- Codd, E.F. (1990). The Relational Model for Database Management, Version 2, Addison Wesley Publishing Company. ISBN 0-201-14192-2.
- National Academy of Sciences (1999). "Chapt. 6: The Rise of Relational Databases", Funding a Revolution: Government Support for Computing Research. Washington DC, USA: National Academy Press.
- Date, C.J. (2000). The Database Relational Model: A Retrospective Review and Analysis: A Historical Account and Assessment of E. F. Codd's Contribution to the Field of Database Technology. Addison Wesley Longman. ISBN 0-201-61294-1.
- Codd, E.F.; Codd S.B. and Salley C.T. (1993). Providing OLAP to User-Analysts: An IT Mandate. 2007년 8월 8일에 확인.